# Gordon Kahl
Pour les articles homonymes, voir Kahl.
Gordon Wendell Kahl (né le 8 janvier 1920 et mort le 3 juin 1983) est un militant anti-taxes connu pour sa participation dans deux échanges de coups de feu avec des agents de la force publique après un refus de payer ses impôts aux États-Unis.

## Biographie
Il donna naissance au mouvement survivaliste. Il a été condamné pour fraude fiscale.

## Filmographie
- Death & Taxes (film documentaire de 1993)

## Au cinéma
Un film de 1991 basé sur sa vie s'est appelé In the Line of Duty: Manhunt in the Dakotas (aka Midnight Murders, aux  Pays-Bas In the Line of Duty: The Twilight Murders et dans la francophonie : Meurtre entre chiens et loup), avec l'acteur Rod Steiger,.